# Miękinia
Miękinia (tuż po wojnie Niemkini, niem. Nimkau) – miasto w Polsce, w województwie dolnośląskim, w powiecie średzkim, siedziba gminy miejsko-wiejskiej Miękinia. Prawa miejskie Miękinia uzyskała z dniem 1 stycznia 2023.

## Podział administracyjny
W latach 1975–1998 miejscowość administracyjnie należała do województwa wrocławskiego.

## Demografia
Według Głównego Urzędu Statystycznego w styczniu 2023 r. Miękinia liczyła 2054 mieszkańców (830. miejsce w kraju). Jest największą miejscowością gminy Miękinia.

## Otrzymanie statusu miasta (2023)
Na sesji w dniu 31 stycznia 2022 Rada Gminy w Miękini przyjęła uchwałę o przeprowadzeniu konsultacji społecznych w sprawie nadania statusu miasta miejscowości Miękinia. Termin konsultacji 18-25 lutego 2022. W konsultacjach udział wzięło 458 spośród 13464 osób uprawnionych do głosowania (frekwencja wyniosła tylko 3,4%). Za nadaniem Miękini statusu miasta głos oddały 282 osoby (61,6%), 169 osób było przeciw (36,9%), a 7 osób wstrzymało się od głosu (1,5%). Dnia 29 marca 2022 roku, Rada Gminy Miękinia, głosami 14 radnych "za" przy jednym wstrzymującym się podjęła uchwałę XL/484/2022 w sprawie wystąpienia z wnioskiem o nadanie statusu miasta miejscowości Miękinia. 1 stycznia 2023 doszło do nadania statusu miasta.

## Kalendarium
Kalendarium historii Miękini, począwszy od czasów najdawniejszych aż do współczesności:
- 1305 Miękinia wymieniona w księgach fundacyjnych kapituły wrocławskiej, jako mała, lecz dająca spore dochody wieś z 65 mieszkańcami.
- 1335 poświęcenie kościoła pod wezwaniem Marii Panny, zanotowane w rejestrze nuncjusza apostolskiego Galharda.
- 1345 osada uzyskuje prawo lokacji na prawie niemieckim, nadana jako lenno książęce rodzinie von Seidlitz.
- 1353 wieś włączono do Księstwa Wrocławskiego.
- 1387 w księgach rachunkowych miasta Wrocławia odnotowano czynsz spłacony przez wieś Miękinię (villa Nymke).
- 1450 wieś Miękinia przechodzi w posiadanie pana Petera von Saluscha, właściciela wsi Zabór.
- 1549 cesarz habsburski Ferdynand I oddaje wieś w lenno rycerzowi Mikołajowi Popelau. Jako kolejnego właściciela odnotowano Hansa Popplau, rajcę miejskiego.
- 1561 od tego roku we wsi był pastor.
- 1589 od tego roku właścicielem Miękini jest Krzysztof von Schindel, po jego śmierci majątek odziedziczyła córka. Od niej cesarz Rudolf odkupił wszystkie prawa do wsi i majątku Miękinia oraz do sąsiednich, należących do spadkobierczyni, miejscowości.
- Po wojnie trzydziestoletniej (1618–1648) majątek Miękinia, należący do popierających protestantów właścicieli, uległ prawnej konfiskacie na rzecz skarbu państwa.
- 1670 dobra miękińskie kupuje za 55 tys. talarów zakon jezuitów wrocławskich. Na mocy regulaminu ustalonego przez papieża Klemensa IV, zarządzanie majątkiem powierzono administratorowi wyznaczonemu przez generała zakonu.
- 1750 we wsi jest wymieniana siedziba pańska i kościół należący do wrocławskich jezuitów. Po konfiskacie zakonu dobra te przekazano grafowi von Hoym Ercell.
- 1795 dominium kupuje hrabia von Haugwitz.
- 1810 wieś i dominium Miękinia upaństwowiono.
- 1830 wymieniono we wsi zamek, folwark, kościół katolicki, szkołę katolicką, browar i gorzelnię, a także cegielnię i młyn oraz folwark poza wsią.
- 1842 dzierżawcą majątku zostaje Felix Casper.
- 1844 przez Miękinię przeprowadzono tory linii kolejowej relacji Wrocław–Berlin.
- 1896 zostaje założona cegielnia parowa należąca do Śląskich Zakładów Ceramicznych.

W końcu XIX wieku funkcjonują w Miękini siedziby kilku przedsiębiorstw. Są to: założona w 1896 roku cegielnia parowa, należąca do Śląskich Zakładów Ceramicznych, dwa zakłady budowlane, młyn zbożowy, warzelnia syropu, dwa domy handlowe, dwa składy spożywcze. Działało kilkunastu rzemieślników. W Miękini istniała filia Śląskiego Towarzystwa Krajoznawczego, która zorganizowała i prowadziła obozowisko turystyczne. 
- Do 1945 roku struktura gospodarcza Miękini nie uległa zmianie.
- 1972 w wyniku nowego podziału administracyjnego utworzona zostaje Gmina Miękinia.
- 2018 14 września otwarto obwodnicę Miękini. Budowa 5 km odcinka drogi za kwotę o wartości ponad 54 mln zł trwała 4 lata.
- 2023 z dniem 1 stycznia Miękinia uzyskuje prawa miejskie.

## Zabytki i osobliwości
Do wojewódzkiego rejestru zabytków wpisane są:
- kościół pw. Narodzenia Najświętszej Marii Panny, gotycki, zbudowany pod koniec XV w. w miejsce wcześniejszego z pierwszej połowy XIV w. Po pożarze w 1710 r. w znacznym stopniu przebudowany. Wnętrze w stylu barokowym
- kaplica grobowa rodziny von Haugwitz z 1803 r.[12]
- zespół pałacowy, z XVII-XIX w.:
  - pałac
  - park
- ratusz, dawny dom nr 81, murowany z elementami muru pruskiego, z 1906 r. Niegdyś willa zamożnych przedsiębiorców miękińskich z branży mięsnej, w której mieścił się również sklep, oferujący lokalne przetwory – mięsa i wędliny, a także gospoda (Spitze’s Gasthaus) i dom towarowy. Budynek po trwających kilkanaście lat przebudowie i gruntownym remoncie od roku 1990 pełni funkcję gminnego ratusza

W 2001 założono we wsi największą wówczas polską winnicę z czterdziestoma odmianami winorośli (Winnice Jaworek).
Na południowy zachód od miasta znajduje się Szubieniczne Wzgórze, na którym wznosi się wysoka wieża obserwacyjna, natomiast na północny zachód znajduje się rezerwat przyrody "Zabór".